# السكرية (فلسطين)
بلدة السكرية
تقع بلدة السكرية على السهل الساحلي الفلسطيني وحاليا عليها عدة مستعمرات منها مستعمرة نوعيم وايفن شمويل وتستثمر زراعيا بشكل مكثف وموسع ويمكن رؤية المساحات الزراعيه الشاسعه على خرائط جوجل .
الزراعة
تتميز بلدة السكرية بخصوبة أراضيها ووجود الماء على أقل من متر عند الحفر، تزرع كافة أنواع الخضروات والفواكه والحبوب، فيها قصب السكر وهو سبب تسميتها بالسكرية .
الخضار
```
البندورة والباميه واللوبيا والقرع والفقوس وبقية الخضروات
```

الفواكه
```
كروم التين والعنب والمشمش والجميز والمقاثي كالشمام والبطيخ وفي السنوات الأخيرة زاد الاهتمام بزراعة اشجار الزيتون، ويزرع الجميز خاصة قرب البوايك للجلوس تحت ظلها والاكل من ثمرها وتثمر شجرة الجميز مرتين في السنة، وشجرة النثل وهي شجرة معمره وترتفع أحيانا إلى 15 متر ويمكن أن بجلس تحتها 40 رجل والعائلات ذات الأراضي المحدودة تزرع أراضيها بنفسها اما العائلات التي تملك أراضي متسعه فيقوم اهلها بزراعتها ويشارك من أهل القرى المجاورة بزراعتها مقابل نسبه (الربع ويسمى الشريك بالمرابعي) ويتم تامين سكن للمشاركين بالزراعة وهي عباره عن بيوت من الطوب والطين وهي المنتشره في 
فلسطين
 في تلك المرحلة،
```

حراثة الأراضي :
تستخدم الجمال لان الأرض منبسطه وكذلك البقر أو الثيران حيث يكون ثورين معا أو بقرتين على المحراث، ويكون اما جمل أو بقرتين وامامهن جمل واحد أو بقرتين معا بدون جمل اما بعد الأربعينات فصار يستخدم التراكتور (يستأجر من المجدل) وهنا زاد إنتاج الأرض أكثر بعد نزول الحراث لنصف متر
في السنوات الأخيرة بدأت تظهر بيوت الحجر وصار البعض يستقدم مهندسين لبنائها
السكان
الحلاف، العايد، الزيود ( الهبيدي وأبو خضرة) ، الصوابحه، أبو شلفه، الراجفي، الرزيقات، أبو غانم، الضويمر، الدحيلات
بلدة السكرية في التاريخ
العهد المملوكي
في العهد المملوكي كانت السكرية تتبع نيابة غزة جيث كانت السكرية محطه من محطات البريد بين غزه والكرك ومر بها السلطان الملك الاشرف برساي أثناء زيارته للشام عام 1432 ميلادي،
طريق البريد في العهد المملوكي بين غزة والكرك هي (غزة - ملاقس - السكرية - بيت جبرين - الخليل - جنبا - الصافيه - المقيره - الكرك ) (نيابة غزة - صفحه 73 )
حدود نيابة غزة في العصر المملوكي وتمتد من قرية يبنى شمالا والخط الواصل بين السكرية ورفح جنوبا وعجور شرقا والبحر المتوسط غربا
مدن وقرى نيابة غزة في العصر المملوكي هي :
1- اطربه 2- بربره 3- بيت جبرين 4- بيت دراس 5- بيت لاهيا 6- تل الصافي 7- جديده 8- بيت جرجا 9- الجيتين 10- دير البلح 11- رفح 12- سدود 13- سطر 14- السكرية 15- السلقة 16- عجور 17- عسقلان 18- غموريه 19- العنصر 20- غزه 21- قطره 22- كرتيا 23- مجدل 24- ملاقس 25- ياصور 26- يبنا - (نيابة غزة - صفحه 59)